# Chaetophiloscia warburgi
Chaetophiloscia warburgi är en kräftdjursart som beskrevs av Helmut Schmalfuss 1991. Chaetophiloscia warburgi ingår i släktet Chaetophiloscia och familjen Philosciidae. Inga underarter finns listade i Catalogue of Life.